# Barbus
Barbus là một chi cá trong họ Cyprinidae thuộc bộ cá chép Cyprinidae.

## Các loài
Có 311 loài được ghi nhận trong chi này
- Barbus ablabes Bleeker, 1863
- Barbus aboinensis Boulenger, 1911
- Barbus acuticeps Matthes, 1959
- Barbus afrohamiltoni Crass, 1960 (Hamilton's barb)
- Barbus afrovernayi Nichols & Boulton (fi), 1927 (Spottail barb)
- Barbus albanicus Steindachner, 1870
- Barbus aliciae Bigorne & Lévêque, 1993
- Barbus alluaudi Pellegrin, 1909
- Barbus aloyi Román, 1971
- Barbus altianalis Boulenger, 1900 (Ripon barbel)
- Barbus altidorsalis Boulenger, 1908
- Barbus amanpoae J. G. Lambert, 1961
- Barbus amatolicus P. H. Skelton, 1990 (Amatola barb)
- Barbus andrewi Barnard, 1937 (Cape whitefish)
- Barbus anema Boulenger, 1903
- Barbus annectens Gilchrist & W. W. Thompson, 1917 (Broad-striped barb)
- Barbus anniae Lévêque, 1983
- Barbus anoplus M. C. W. Weber, 1897 (Chubbyhead barb)
- Barbus ansorgii Boulenger, 1904
- Barbus apleurogramma Boulenger, 1911 (East African red-finned barb)
- Barbus arambourgi Pellegrin, 1935
- Barbus arcislongae Keilhack, 1908
- Barbus argenteus Günther, 1868 (Rosefin barb)
- Barbus aspilus Boulenger, 1907
- Barbus atakorensis Daget, 1957
- Barbus atkinsoni R. G. Bailey, 1969 (Dash-dot barb)
- Barbus atromaculatus Nichols & Griscom, 1917
- Barbus bagbwensis Norman, 1932
- Barbus balcanicus Kotlík, Tsigenopoulos, Ráb & Berrebi, 2002 (Large-spot barbel)
- Barbus barbulus Heckel, 1847
- Barbus barbus (Linnaeus, 1758) (Common barbel)
- Barbus barnardi R. A. Jubb, 1965 (Blackback barb)
- Barbus barotseensis Pellegrin, 1920 (Barotse barb)
- Barbus baudoni Boulenger, 1918
- Barbus bawkuensis A. J. Hopson, 1965
- Barbus bellcrossi Jubb, 1965 –
- Barbus bergi Chichkoff, 1935 (Bulgarian barbel)
- Barbus bifrenatus Fowler, 1935 (Hyphen barb)
- Barbus bigornei Lévêque, Teugels & Thys van den Audenaerde, 1988
- Barbus boboi L. P. Schultz, 1942
- Barbus borysthenicus Dybowski, 1862
- Barbus bourdariei Pellegrin, 1928
- Barbus brachygramma Boulenger, 1915 (Line-spotted Ufipa barb)
- Barbus brazzai Pellegrin, 1901
- Barbus breviceps Trewavas, 1936 (Shorthead barb)
- Barbus brevidorsalis Boulenger, 1915 (Dwarf barb)
- Barbus brevilateralis Poll, 1967
- Barbus brevipinnis R. A. Jubb, 1966 (Shortfin barb)
- Barbus brichardi Poll & J. G. Lambert, 1959
- Barbus bynni Forsskål, 1775
  - Barbus bynni bynni Forsskål, 1775
  - Barbus bynni occidentalis Boulenger, 1911 (Niger barb)
  - Barbus bynni waldroni Norman, 1935
- Barbus cadenati Daget, 1962
- Barbus calidus Barnard, 1938 (Clanwilliam redfin)
- Barbus callensis Valenciennes, 1842 (Algerian barb)
- Barbus callipterus Boulenger, 1907 (Clipper barb)
- Barbus camptacanthus Bleeker, 1863 (African red-finned barb)
- Barbus candens Nichols & Griscom, 1917
- Barbus caninus Bonaparte, 1839 (Brook barbel)
- Barbus carcharhinoides Stiassny, 1991
- Barbus carens Boulenger, 1912
- Barbus carottae Bianco, 1998
- Barbus carpathicus Kotlík, Tsigenopoulos, Ráb & Berrebi, 2002 (Carpathian barbel)
- Barbus castrasibutum Fowler, 1936
- Barbus catenarius Poll & J. G. Lambert, 1959
- Barbus caudosignatus Poll, 1967
- Barbus cercops Whitehead, 1960 (Luambwa barb)
- Barbus chicapaensis Poll, 1967
- Barbus chiumbeensis Pellegrin, 1936
- Barbus chlorotaenia Boulenger, 1911
- Barbus choloensis Norman, 1925 (Silver barb)
- Barbus chrysopoma Valenciennes, 1842 [1]
- Barbus ciscaucasicus Kessler, 1877 (Terek barbel)
- Barbus citrinus Boulenger, 1920
- Barbus claudinae De Vos & Thys van den Audenaerde, 1990
- Barbus clauseni Thys van den Audenaerde, 1976
- Barbus collarti Poll, 1945
- Barbus condei Mahnert & Géry, 1982
- Barbus cyclolepis Heckel, 1837
- Barbus dartevellei Poll, 1945
- Barbus deguidei Matthes, 1964
- Barbus deserti Pellegrin, 1909
- Barbus devosi Banyankimbona, Vreven & Snoeks, 2012 [2]
- Barbus dialonensis Daget, 1962
- Barbus diamouanganai Teugels & Mamonekene, 1992
- Barbus ditinensis Daget, 1962
- Barbus dorsolineatus Trewavas, 1936 (Cunene barb)
- Barbus eburneensis Poll, 1941
- Barbus elephantis Boulenger, 1907 (May be junior synonym of B. marequensis)
- Barbus ensis Boulenger, 1910
- Barbus ercisianus M. S. Karaman (sr), 1971
- Barbus erubescens P. H. Skelton, 1974 (Twee River redfin)
- Barbus erythrozonus Poll & J. G. Lambert, 1959
- Barbus ethiopicus Zolezzi, 1939
- Barbus euboicus Stephanidis, 1950 (Petropsaro, Evia barbel)
- Barbus eurystomus Keilhack, 1908
- Barbus eutaenia Boulenger, 1904 (Orangefin barb)
- Barbus evansi Fowler, 1930
- Barbus fasciolatus Günther, 1868 (African banded barb)
- Barbus fasolt Pappenheim, 1914
- Barbus foutensis Lévêque, Teugels & Thys van den Audenaerde, 1988
- Barbus fritschii Günther, 1874
- Barbus gananensis Vinciguerra, 1895
- Barbus gestetneri Banister & R. G. Bailey, 1979
- Barbus girardi Boulenger, 1910
- Barbus goktschaicus Kessler, 1877 (Gokcha barbel)
- Barbus greenwoodi Poll, 1967
- Barbus gruveli Pellegrin, 1911
- Barbus guildi Loiselle, 1973
- Barbus guineensis Pellegrin, 1913
- Barbus guirali Thominot, 1886
- Barbus gulielmi Boulenger, 1910
- Barbus gurneyi Günther, 1868 (Redtail barb)
- Barbus haasi Mertens, 1925 (Red-tailed barbel)
- Barbus haasianus L. R. David, 1936 (Sickle barb)
- Barbus harterti Günther, 1901
- Barbus holotaenia Boulenger, 1904 (Spotscale barb)
- Barbus hospes Barnard, 1938 (Namaquab barb)
- Barbus huguenyi Bigorne & Lévêque, 1993
- Barbus huloti Banister, 1976
- Barbus hulstaerti Poll, 1945 (Butterfly barb)
- Barbus humeralis Boulenger, 1902
- Barbus humilis Boulenger, 1902
- Barbus humphri Banister, 1976
- Barbus inaequalis Lévêque, Teugels & Thys van den Audenaerde, 1988
- Barbus innocens Pfeffer, 1896 (Inconspicuous barb)
- Barbus iturii Holly, 1929
- Barbus jacksoni Günther, 1889 (Jackson's barb)
- Barbus jae Boulenger, 1903 (Jae barb)
- Barbus janssensi Poll, 1976
- Barbus jubbi Poll, 1967
- Barbus kamolondoensis Poll, 1938
- Barbus kerstenii W. K. H. Peters, 1868 (Redspot barb)
- Barbus kessleri (Steindachner, 1866) (Gillbar barb)
- Barbus kissiensis Daget, 1954
- Barbus kubanicus L. S. Berg, 1913 (Kuban barbel)
- Barbus kuiluensis Pellegrin, 1930
- Barbus lacerta Heckel, 1843 (Kura barbel)
- Barbus lagensis Günther, 1868
- Barbus lamani Lönnberg & Rendahl (de), 1920
- Barbus laticeps Pfeffer, 1889
- Barbus lauzannei Lévêque & Paugy, 1982
- Barbus leonensis Boulenger, 1915
- Barbus leptopogon G. H. W. Schimper, 1834
- Barbus liberiensis Steindachner, 1894
- Barbus lineomaculatus Boulenger, 1903 (Line-spotted barb)
- Barbus longiceps Valenciennes, 1842
- Barbus longifilis Pellegrin, 1935
- Barbus lornae Ricardo-Bertram, 1943
- Barbus lorteti Sauvage, 1882
- Barbus loveridgii Boulenger, 1916
- Barbus luapulae Fowler, 1958
- Barbus lufukiensis Boulenger, 1917
- Barbus luikae Ricardo, 1939 (Luika barb)
- Barbus lujae Boulenger, 1913
- Barbus lukindae Boulenger, 1915
- Barbus lukusiensis L. R. David & Poll, 1937
- Barbus luluae Fowler, 1930
- Barbus macedonicus S. L. Karaman, 1928
- Barbus machadoi Poll, 1967
- Barbus macinensis Daget, 1954
- Barbus macroceps Fowler, 1936
- Barbus macrolepis Pfeffer, 1889
- Barbus macrops Boulenger, 1911 (Blackstripe barb)
- Barbus macrotaenia Worthington, 1933 (Broadband barb)
- Barbus magdalenae Boulenger, 1906 (Bunjako barb)
- Barbus manicensis Pellegrin, 1919 (Yellow barb)
- Barbus mariae Holly, 1929 (Rhinofish)
- Barbus marmoratus L. R. David & Poll, 1937
- Barbus martorelli Román, 1971
- Barbus matthesi Poll & J. P. Gosse, 1963
- Barbus mattozi A. R. P. Guimarães, 1884 (Papermouth)
- Barbus mawambi Pappenheim, 1914
- Barbus mawambiensis Steindachner, 1911
- Barbus mediosquamatus Poll, 1967
- Barbus melanotaenia Stiassny, 1991
- Barbus meridionalis A. Risso, 1827 (Mediterranean barbel)
- †Barbus microbarbis L. R. David & Poll, 1937
- Barbus microterolepis Boulenger, 1902
- Barbus mimus Boulenger, 1912 (Ewaso Nyiro barb)
- Barbus miolepis Boulenger, 1902 (Zigzag barb)
- Barbus mirabilis Pappenheim, 1914
- Barbus mocoensis Trewavas, 1936
- Barbus mohasicus Pappenheim, 1914
- Barbus motebensis Steindachner, 1894 (Marico barb)
- Barbus multilineatus Worthington, 1933 (Copperstripe barb)
- Barbus musumbi Boulenger, 1910
- Barbus myersi Poll, 1939
- Barbus nanningsi de Beaufort, 1933
- Barbus nasus Günther, 1874
- Barbus neefi Greenwood, 1962 (Sidespot barb)
- Barbus neglectus Boulenger, 1903 (possibly synonym of B. perince)
- Barbus neumayeri J. G. Fischer, 1884 (Neumayer's barb)
- Barbus nigeriensis Boulenger, 1903
- Barbus nigrifilis Nichols, 1928
- Barbus nigroluteus Pellegrin, 1930
- Barbus niluferensis Turan, Kottelat & Ekmekçi, 2009
- Barbus niokoloensis Daget, 1959
- Barbus nounensis Van den Bergh & Teugels, 1998
- Barbus nyanzae Whitehead, 1960 (Nyanza barb)
- Barbus okae (Fowler, 1949)
- Barbus oligogrammus L. R. David, 1937
- Barbus oligolepis Battalgil, 1941
- Barbus olivaceus Seegers, 1996 (Olive-green Ufipa barb)
- Barbus owenae Ricardo-Bertram, 1943
- Barbus oxyrhynchus Pfeffer, 1889 (Pangani barb)
- Barbus pagenstecheri J. G. Fischer, 1884
- Barbus pallidus A. Smith, 1841 (Goldie barb)
- Barbus paludinosus W. K. H. Peters, 1852 (Straightfin barb)
- Barbus papilio Banister & R. G. Bailey, 1979
- Barbus parablabes Daget, 1957
- Barbus parajae Van den Bergh& Teugels, 1998
- Barbus parawaldroni Lévêque, Thys van den Audenaerde & Traoré, 1987
- Barbus paucisquamatus Pellegrin, 1935
- Barbus pellegrini Poll, 1939 (Pellegrin's barb)
- Barbus peloponnesius Valenciennes, 1842
- Barbus pergamonensis M. S. Karaman (sr), 1971 (Anatolian barbel)
- Barbus perince Rüppell, 1835
- Barbus petchkovskyi Poll, 1967
- Barbus petenyi Heckel, 1852 (Romanian barbel)
- Barbus petitjeani Daget, 1962
- Barbus platyrhinus Boulenger, 1900
- Barbus plebejus Bonaparte, 1839 (Italian barbel)
- Barbus pleurogramma Boulenger, 1902
- Barbus pobeguini Pellegrin, 1911
- Barbus poechii Steindachner, 1911 (Dashtail barb)
- Barbus prespensis S. L. Karaman, 1924 (Briána)
- Barbus prionacanthus Mahnert & Géry, 1982
- Barbus profundus Greenwood, 1970
- Barbus pseudotoppini Seegers, 1996
- Barbus pumilus Boulenger, 1901
- Barbus punctitaeniatus Daget, 1954
- Barbus pygmaeus Poll & J. P. Gosse, 1963
- Barbus quadrilineatus L. R. David, 1937
- Barbus quadripunctatus Pfeffer, 1896 (Four-spotted barb)
- Barbus radiatus W. K. H. Peters, 1853 (Redeye barb)
- Barbus raimbaulti Daget, 1962
- Barbus rebeli Koller, 1926 (Western Balkan barbel)
- Barbus reinii Günther, 1874
- Barbus rhinophorus Boulenger, 1910
- Barbus rohani Pellegrin, 1921
- Barbus rosae Boulenger, 1910
- Barbus roussellei Ladiges & Voelker, 1961
- Barbus rouxi Daget, 1961
- Barbus ruasae Pappenheim, 1914
- Barbus rubrostigma Poll & J. G. Lambert, 1964
- Barbus sacratus Daget, 1963
- Barbus salessei Pellegrin, 1908
- Barbus sensitivus T. R. Roberts, 2010
- Barbus serengetiensis Farm, 2000
- Barbus serra W. K. H. Peters, 1864 (Sawfin)
- Barbus sexradiatus Boulenger, 1911 (Kavirondo barb)
- Barbus seymouri Tweddle & P. H. Skelton, 2008
- Barbus somereni Boulenger, 1911
- Barbus sperchiensis Stephanidis, 1950 (Sperchios barbel)
- Barbus stanleyi Poll & J. P. Gosse, 1974
- Barbus stappersii Boulenger, 1915
- Barbus stauchi Daget, 1967
- Barbus stigmasemion Fowler, 1936
- Barbus stigmatopygus Boulenger, 1903
- Barbus strumicae S. L. Karaman, 1955 (Strumica barbel)
- Barbus subinensis A. J. Hopson, 1965
- Barbus sublimus Coad & Najafpour, 1997
- Barbus sublineatus Daget, 1954
- Barbus subquincunciatus Günther, 1868
- Barbus sylvaticus Loiselle & Welcomme, 1971
- Barbus syntrechalepis Fowler, 1949
- Barbus taeniopleura Boulenger, 1917
- Barbus taeniurus Boulenger, 1903
- Barbus tanapelagius Graaf, Dejen, Sibbing & Osse, 2000
- Barbus tauricus Kessler, 1877 (Crimean barbel)
- Barbus tegulifer Fowler, 1936
- Barbus tetraspilus Pfeffer, 1896
- Barbus tetrastigma Boulenger, 1913
- Barbus teugelsi Bamba, Vreven & Snoeks, 2011 [3]
- Barbus thamalakanensis Fowler, 1935 (Thamalakane barb)
- Barbus thessalus Stephanidis, 1971 (Thessalian barbel)
- Barbus thysi Trewavas, 1974
- Barbus tiekoroi Lévêque, Teugels & Thys van den Audenaerde, 1987
- Barbus tomiensis Fowler, 1936
- Barbus tongaensis Rendahl (de), 1935
- Barbus toppini Boulenger, 1916 (East Coast barb)
- Barbus trachypterus Boulenger, 1915
- Barbus traorei Lévêque, Teugels & Thys van den Audenaerde, 1987
- Barbus treurensis Groenewald, 1958 (Treur River barb)
- Barbus trevelyani Günther, 1877 (Border barb)
- Barbus trimaculatus W. K. H. Peters, 1852 (Threespot barb)
- Barbus trinotatus Fowler, 1936
- Barbus trispiloides Lévêque, Teugels & Thys van den Audenaerde, 1987
- Barbus trispilomimus Boulenger, 1907
- Barbus trispilopleura Boulenger, 1902
- Barbus trispilos (Bleeker, 1863)
- Barbus tropidolepis Boulenger, 1900
- Barbus turkanae A. J. Hopson & J. Hopson, 1982 (Lake Turkana barb)
- Barbus tyberinus Bonaparte, 1839
- Barbus unitaeniatus Günther, 1866 (Slender barb)
- Barbus urostigma Boulenger, 1917
- Barbus urotaenia Boulenger, 1913
- Barbus usambarae Lönnberg, 1907
- Barbus vanderysti Poll, 1945
- Barbus venustus R. G. Bailey, 1980 (Red Pangani barb)
- Barbus viktorianus Lohberger, 1929 (Victoria barb)
- Barbus viviparus M. C. W. Weber, 1897 (Bowstripe barb)
- Barbus waleckii Rolik, 1970 (Vistula barbel)
- Barbus walkeri Boulenger, 1904
- Barbus wellmani Boulenger, 1911
- Barbus wurtzi Pellegrin, 1908
- Barbus yeiensis Johnsen, 1926
- Barbus yongei Whitehead, 1960 (Nzoia barb)
- Barbus zalbiensis Blache & Miton, 1960
- Barbus zanzibaricus W. K. H. Peters, 1868 (Zanzibar barb)
- Barbus sp. 'Banhine' (Banhine barb)
- Barbus sp. 'Baringo'
- Barbus sp. 'Chimanimani' (Chimanimani chubbyhead)
- Barbus sp. 'Kabompo River'
- Barbus sp. 'Nzoia'
- Barbus sp. 'Nzoia 2'
- Barbus sp. 'Pangani'
- Barbus sp. 'Waterberg'